# Pseudiastata armata
Pseudiastata armata är en tvåvingeart som beskrevs av Wheeler 1957. Pseudiastata armata ingår i släktet Pseudiastata och familjen daggflugor.
Artens utbredningsområde är Panama. Inga underarter finns listade i Catalogue of Life.